# Procordulia affinis
Procordulia affinis är en trollsländeart som först beskrevs av Selys 1871.  Procordulia affinis ingår i släktet Procordulia och familjen skimmertrollsländor. IUCN kategoriserar arten globalt som livskraftig. Inga underarter finns listade i Catalogue of Life.